# بيرد تو يو
بيرد تو يو هي رواية رومانسية جديدة للبالغين من أكثر الكتب مبيعًا في نيويورك تايمز لعام 2012 من تأليف الكاتبة سيلفيا داي، ركّز موضوعها على العلاقة المعقدة بين بطلين في العشرينات من عمرهما لهما ماضٍ سيئ بنفس القدر. نشرت الكاتبة الرواية في البداية بنفسها في 3 أبريل 2012، ثم أعيد نشرها من قبل بيركليبوكس في 12 يونيو 2012، مع طباعة أولية بلغت 500000 نسخة.   صرحت داي أن رواية بيرد تو يو ستكون الرواية الأولى في سلسلة كروسفاير، صدر منها رواية لاحقة بعنوان روفليكتد إن يو  نُشرت في أكتوبر 2012  باعت سلسلة كروسفاير خمسة ملايين نسخة باللغة الإنجليزية في عام 2012 ورخصت الحقوق الدولية في ثمانية وثلاثين منطقة اعتبارًا من يناير 2013 
صُنفت رواية بيرد تو يو على أنها "أسرع كتاب ورقي الغلاف مبيعًا في بنغون الولايات المتحدة منذ عقد من الزمن"  وذكرت مجموعة بنغون غروب (الولايات المتحدة الأمريكية) أن بيرد تو يو هو أكبر كتاب متميز لبيركلي لعام 2012  في ديسمبر 2012، أعلن موقع أمازون.كوم أن رواية بيرد تو يو كانت في المرتبة الرابعة في قائمة المتاجر الإلكترونية لأفضل 10 كتب مبيعًا لعام 2012 بشكل عام (النسخة المطبوعة ونسخة كيندل معًا)،  وأعلنت شركة أبل أن الرواية كانت في المرتبة الخامسة في قائمة أفضل عشرة كتب لهذا العام على آي تيونز،  وأعلنت شركة نيلسين أن الرواية احتلت المرتبة السابعة في قائمة أفضل 10 كتب مطبوعة لمبيعات الكتب لعام 2012 من بوكسكان - روايات البالغين.  ظلّت رواية بيرد تو يو خمسة وأربعين أسبوعًا في قائمة الكتب الأكثر مبيعًا في صحيفة نيويورك تايمز وسبعة وستين أسبوعًا في قائمة الكتب الأكثر مبيعًا في يو إس إيه توداي. 

## الملخص
على الرغم من أن إيفا تراميل البالغة من العمر 24 عامًا ناجية من اعتداءٍ جنسي في مرحلة الطفولة، إلا إنها تجد صعوبة في بعض الأحيان في التغلب على ماضيها، لكنها تنجذب إلى الملياردير الشاب جيديون كروس، وهو ناج آخر من الاعتداء الجنسي عندما كان طفلًا. يجب أن يجدا طريقة لشفاء بعضهما البعض وإقامة علاقة رومانسية صحية. 

## الاستقبال
صنّف محررو أمازون ت رواية بيرد تو يو باعتبارها أفضل كتاب لهذا العام حتى الآن في الرومانسية ويغطي الفترة ما بين يناير وحتى يوليو من عام 2012. ظلت في قائمة نهاية العام لأفضل الكتب الرومانسية على أمازون لعام 2012 بأكمله  رشحت الرواية لجائزة جودريدز شويس لعام 2012 لأفضل قصة رومانسية  ورُشحت داي لأفضل مؤلفة على جودريدز.
أشادت مراجعات كتب إر تي بشخصيات الكتاب، قائلة: "خلقت داي شخصيتين متعددتي الأبعاد في البطلة إيفا والبطل جيديون، اللّذين يخفي مظهرهما الخارجي الناجح والجذاب الماضي المصاب بالصدمة. ومن الجدير بالذكر بشكل خاص تصوير المؤلفة لإيفا. البطلة هي ناجية من الاغتصاب قادرة على التغلب بشكل مستقل على إساءة معاملتها وإيجاد حياة جنسية كاملة ومرضية." بينما انتقد أحد المراجعين لصحيفة الغارديان الكتاب ووصفه بأنه مبتذل.  كما انتقدت صحيفة ذي إندبندنت بعض عناصر الرواية ووصفتها بأنها من السهل الاستهزاء بها لكنها أشادت بكتابة داي وأشارت إلى أن العلاقة كانت على الأقل أكثر صحة من رواية خمسون درجة من جراي المختلة. 

## الوسائط
في أبريل 2013، نشر موقع الأبطال ومحطمو القلوب.كوم خبرًا مفاده أن سلسلة دايز كروسفاير قد اختيرت للتكيف لعرضها تلفزيونياً. حصلت شركةبوابة الليونز للترفيه على الحقوق.  وقد أكد ذلك كيفن بيجز رئيس مجموعة تلفزيون ليونزجيت في 5 أغسطس 2013 في بيان صحفي.  قال كريس سيلاك نائب الرئيس التنفيذي لشركة لايونزجيت تي في والذي سيشرف على تطوير الاستوديو، "إن سلسلة كروسفاير هي ملكية مذهلة ومن الممتع أن تحصل عليها لايونزجيت. لقد ابتكرت سيلفيا قصة دائمة ومثيرة ونحن نتطلع إلى العمل معها لإنشاء عرض يثير اهتمام الجماهير ويتواصل معهم كما فعلت كُتبها. 

## الاتجاه المثيرة في عام 2012
علقت بعض مصادر الأخبار على استراتيجيات التسويق المماثلة لتلك التي استخدمت لتسويق سلسلة كروسفاير وثلاثية خمسون ظلاً،  مع ملاحظة موقع ذا ديلي بيست أن بيركلي قام بتسويق الكتاب على أنه نسخة من "خمسون ظلاً".  نشرت كلا السلسلتين بواسطة بنغون رندم هاوس.
أثار النجاح العالمي لكل من كروسفاير وخمسون ظلاً موجة من الإصدارات المثيرة في عام 2012، حيث قام الكثير بتقليد محتوى السلسلتين، ولكن كما لاحظت صحيفة الغارديان، "لم يكن لجهود الدور الأخرى تأثير يُذكر". 

## الروابط الخارجية
- Day، Sylvia، Bared to You، مؤرشف من الأصل (Official website) في 2024-09-17.